# Rila
Rila (bulgarsk Рила) er en bjergkæde i det sydvestlige Bulgarien, hvor blandt andre, det højeste bjerg i Bulgarien og på Balkan, Musala med 2.925 meter ligger. Massivet er også det sjette højeste i Europa (om man bare regner efter den højeste top i hver bjergkæde), efter Kaukasus, Alperne, Sierra Nevada, Pyrenæerne og Etna. Rila Nationalpark omfatter hovedparten af bjergområdet. 
Navnet Rila kommer formentlig fra trakisk og man tror det betyder «bjerge med meget vand», siden Rila har omkring 200 bjergsøer og vandløb. Nogle af de længste og dybeste floder på Balkan har deres udspring fra Rila, f.eks. Maritsa, Iskar og Mesta.
Kulturelt er Rila kendt for Rila Kloster, det største og vigtigste kloster i Bulgarien, som blev oprettet i 900-tallet af St. John fra Rila

## Geologi
Rila er en kuppelformet bjergbjerghorst, og en del af de ældste landområder på Balkan. Det opstod fra granit- og gneis-bjergarter og krystalskifer under Paleozoicum (250 000 000 år siden), men de alpine udformninger opstod under den sidste istid for 10-12 000 år siden. Isbræerne på denne tiden dannede dybe dalgryder, pyramideformede bjerge, tinder, forskellige dale, moræner og andre landskaber som er typisk for isbræer. 

## Grænser og klima
Rila dækker et areal på 2.400 km². Bjerget stiger op over de omkringliggende bjergdale hvor Borovets (1 305 meter) sammenknytter Musalaryggen med Sjiptsjan, og Sjumnitsa med bjerget Ihtiman Sredna Gora ved passet Trajanovi vrata. Jundola (1 375 m) og Abraham (1 295 m) knytter Rila til Rodopibjergene i øst, mens Predel (1 140 m) er overgangen mellem Rila og Pirin, og Klisura (1 025 m) mellem Rila og Verila. 
Klimaet er typisk for høje bjergområder. Musala får over 2 000 millimeter i året, hvor 80 % kommer som sne. Den laveste middeltemperatur som er målt på Musala i februar er -11,6 °C og den laveste temperatur er -31,2 °C. Middeltemperaturen i august er 5,4 °C, og det varmeste som er målt er 18,7 °C.

## Inddeling
Rila er inddelt i flere geografiske dele 
- Øst-Rila eller Musalaryggen er det højeste og største område. Den højeste top, og 12 af de 18 toppe her, er over 2.700 meter, blandt andet Musala, Jastrebts, Iretsjek og Deno Mantsjo. Musalasøerne ligger i denne del af Rila sammen med Ledeno ezero, den højest beliggende sø på Balkan med en højde på 2.709 meter. Andre søer i Øst-Rila er blandt andre Maritsa- og Ropalitsasøerne. Udflugtsstedet Borovets ligger også i denne del af bjergene.
- Central-Rila eller Skakavetsryggen udgør den mindste del af bjergkæden (omtrent 10 %), og er mest kendt for vandene i området, Fiskesøerne, Dzjendem- og Klostersøerne. Den største sø, dannet af isbræer på Balkan ligger her, Smradlivo ezero med et areal på 21,2 km². Af bjergtoppe er der Kanarata, Tsjerna Poljana, Malak Skakavets og Goljam Skakavets. Ryggen Skakavtsi (toppene Goljam Skakavets og Malak Skakavets, Ptsjelina og Sveti Duh) er isoleret mellem floderne Levi og Beli. Andre rygge i området er Marinkovitsa og Vodniya tsjal, som strækker sig mod skovreservatet Kobilino branisjte.
- Nordvest-Rila udgør 25 % af Rilas samlede areal. Den højeste top er Maljovitsa med 2.730 m. Rilasøerne er et vigtigt landemærke i denne del, sammen med de mange fjerntliggende bjergtoppe og små søer.
- Sydvest-Rila eller Kapatnikryggen udgør 30 % af Rila og har det ældste reservat i Bulgarien. Bortset fra en lille del længst mod nord har Sydvest-Rila ingen alpine former, som de andre dele har.

## Bjergtoppe i Rila
- Musala — 2 925 m
- Malka Musala — 2 902 m
- Ovtsjarets — 2 768 m
- Goljam Kupen — 2 731 m
- Maljovitsa — 2 729 m
- Popova kapa — 2 704 m
- Malka Maljovitsa — 2 698 m
- Lopusjki vrah — 2 698 m
- Lovnitsa — 2 695 m
- Kanarata — 2 691 m
- Orlovets — 2 685 m
- Pastri slap (Aladzja slap) – 2 684 m
- Zlija zab — 2 678 m
- Eleni vrah — 2 654 m
- Ravni vrah (Ravni tsjal) — 2 637 m
- Belmeken (Kolarov) — 2 627 m
- Kamilata — 2 621 m
- Goljam Metsji vrah — 2 618 m
- Dvuglav — 2 605 m
- Goljam Mermer (Mramorets) — 2 598 m
- Dodov (Drusjlevisjki) vrah — 2 597 m
- Kozi vrah — 2 587 m
- Iglata — 2 575 m
- Goljam Metsjit — 2 568 m
- Usjite — 2 560 m
- Ptitsji vrah (Asjiklar) — 2 536 m
- Malak Metsjit — 2 535 m
- Jantsjov vrah — 2 481 m
- Malak Metsji vrah — 2 474 m
- Strazjnik (Kurdzjilak) — 2 469 m
- Budatsjki kamak — 2 447 m
- Kukov vrah — 2 411 m
- Tsarev vrah — 2 376 m
- Damga (Ivan Vazov) — 2 342 m
- Markov kamak (Gorna Kadiitsa) — 2 342 m
- Malka Popova kapa — 2 180 m
- Tresjtenik — 2 020 m
- Angelov vrah
- Malak Lopusjki vrah
- Malak Mermer

42°08′N 23°33′Ø / 42.133°N 23.550°Ø